# Joaquín Sorolla

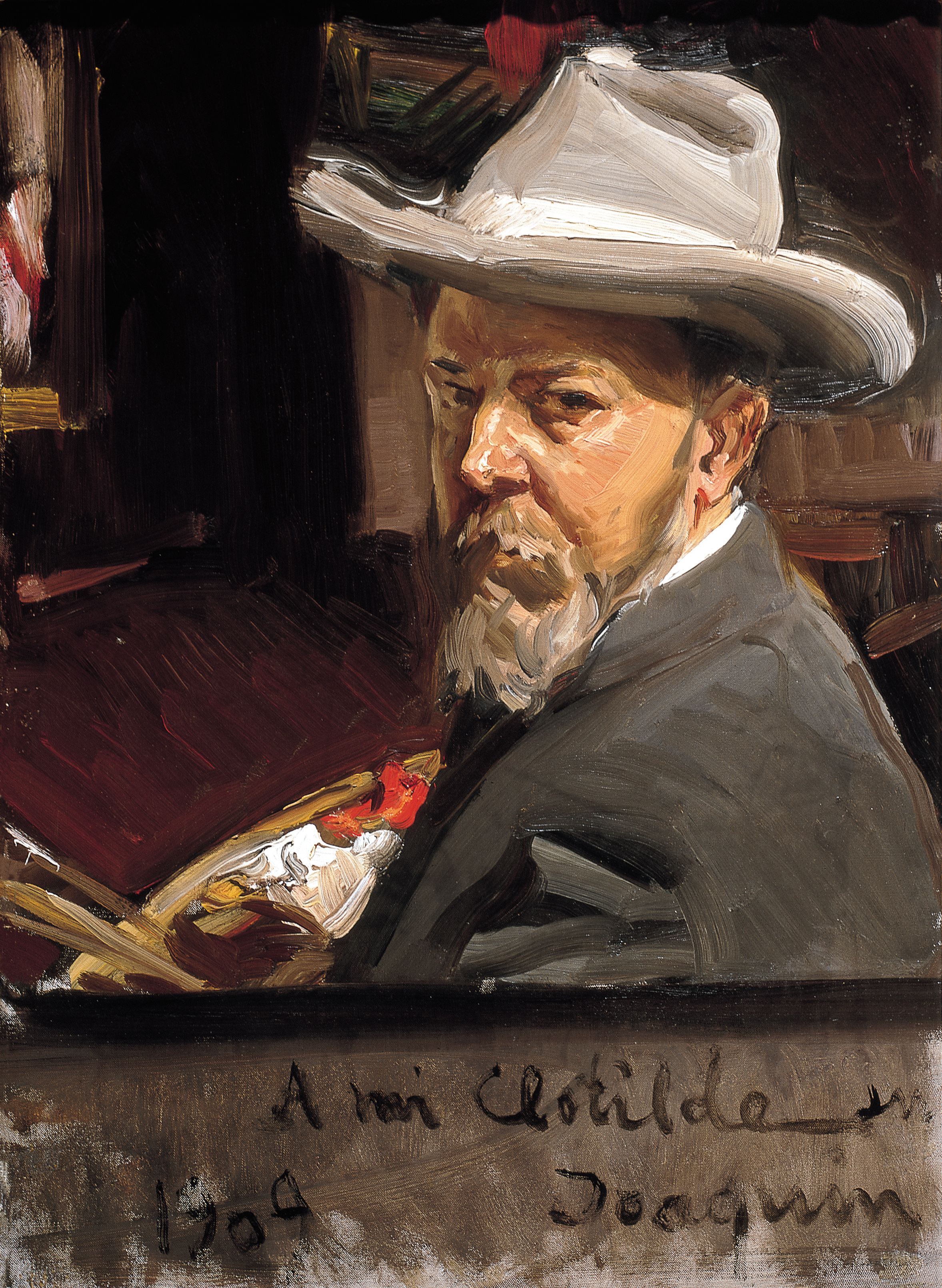
Joaquín Sorolla y Bastida: Selbstporträt

Joaquín Sorolla y Bastida (* 27. Februar 1863 in Valencia; † 10. August 1923 in Cercedilla) war ein spanischer Maler und Grafiker des Impressionismus.

## Leben und Werk

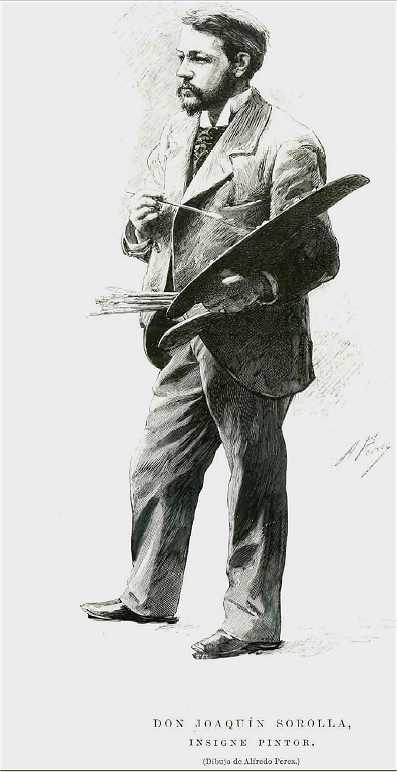
Joaquín Sorolla (1895)

Sorolla y Bástida stammte aus einfachen Verhältnissen. Er wurde, da seine Eltern an der Cholera gestorben waren, mit zwei Jahren Vollwaise. Er wuchs bei seiner Tante Isabel auf, einer Schwester der Mutter. Ihr Mann arbeitete als Schlosser, ein Beruf, den der junge Sorolla zunächst auch erlernen sollte. Der Direktor der Handwerkerschule erkannte das zeichnerische Talent Sorollas und überzeugte die Verwandten, neben der Schlosserausbildung eine künstlerische Ausbildung an der Real Academia de Bellas Artes de San Carlos de Valencia zu erlauben. Im Alter von 15 Jahren besuchte er hier den Zeichenunterricht des Bildhauers Cayetano Capuz und stand unter dem Einfluss von Francisco Domingo y Marqués, Ignacio Pinazo Camarlech und Emilio Sala Francés. Bei einer Reise nach Madrid lernte er 1881 im Prado die Werke von Velázquez und Ribera kennen, deren Gemälde er kopierte.
Nach ersten erfolgreichen Ausstellungen in Valencia erhielt Sorolla im Jahr 1885 ein Stipendium des Provinziallandtages. Dies ermöglichte ihm einen längeren Studienaufenthalt in Rom, wo er Schüler von Francisco Pradilla y Ortiz wurde. Im selben Jahr reiste Sorolla erstmals nach Paris und sah dort impressionistische Gemälde, die seine Malweise nachhaltig beeinflussten. Im Jahr 1896 erhielt er auf der Internationalen Kunstausstellung in Berlin eine große Goldmedaille.

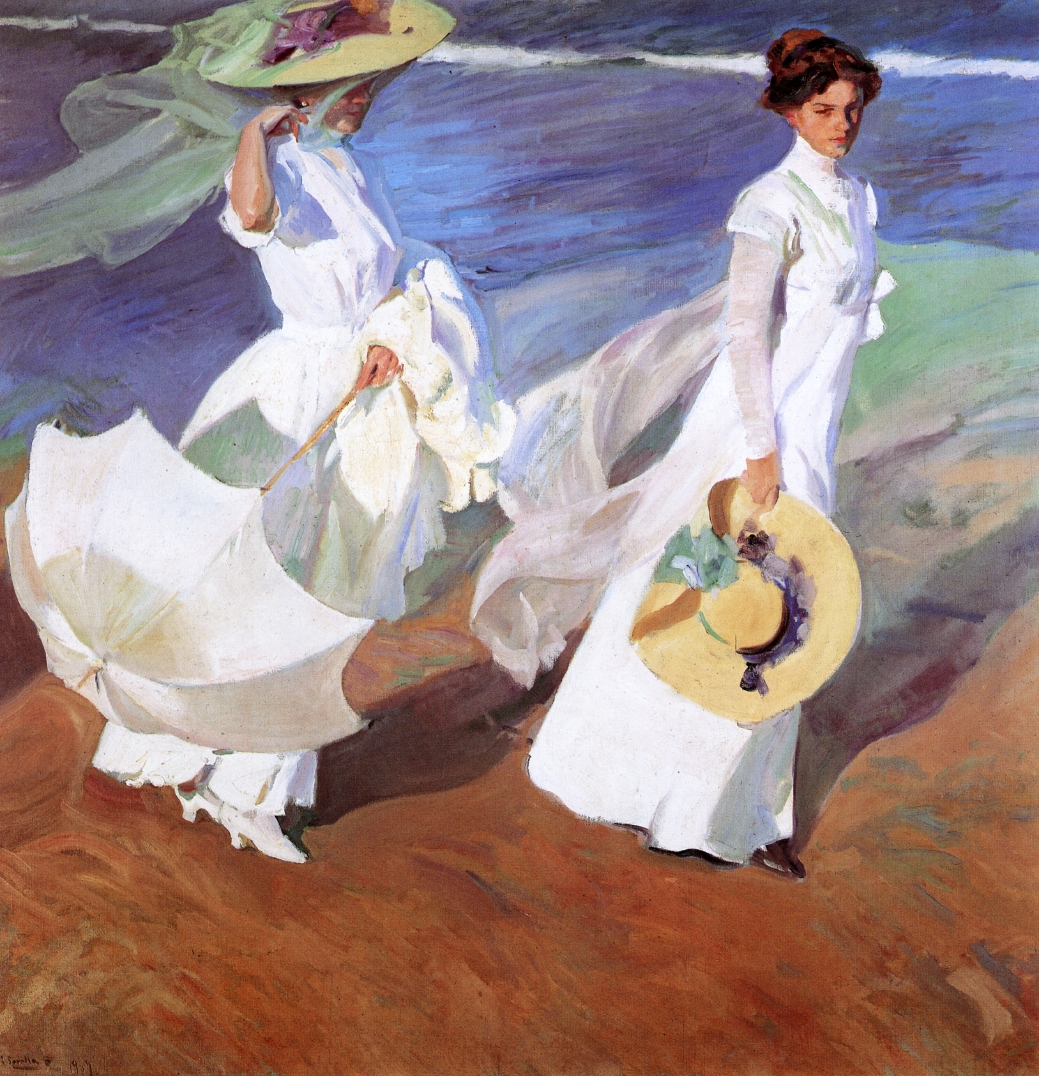
Joaquín Sorolla y Bastida: Strandspaziergang (1909)

Nach seiner endgültigen Rückkehr in seine spanische Heimat ließ sich Sorolla in Madrid nieder. Zunächst malte er historische Themen und wandte sich dem Realismus zu. Mit dem Gemälde Otra Margarita erzielte er 1892 den ersten großen Erfolg. In der Folgezeit nahm er an zahlreichen internationalen Ausstellungen teil und erhielt bedeutende Preise. Sein Gemälde Rückkehr der Fischer stellte er erfolgreich im Pariser Salon aus, woraufhin es der französische Staat ankaufte. Auf der Pariser Weltausstellung von 1900 erhielt er eine Ehrenmedaille. 1906 folgte die Ernennung zum Offizier der Ehrenlegion. Nach Ausstellungen in Berlin, Düsseldorf, Köln und London reiste er 1909 auf Einladung von Archer Milton Huntington nach New York. Eine Ausstellung seiner Arbeiten in der von Huntington gegründeten Hispanic Society of America wurde als großer Erfolg gefeiert. Daraufhin ließ sich US-Präsident William Howard Taft von Sorolla porträtieren. Im Jahr 1911 folgten Ausstellungen im Saint Louis Art Museum und im Art Institute of Chicago.
Von Huntington erhielt Sorolla auch den Auftrag für eines seiner Hauptwerke, die Ausgestaltung der Bibliothek der Hispanic Society of America. Bis 1919 entstanden hierfür 14 großformatige Gemälde mit dem Titel Visión de España, die verschiedene spanische Regionen darstellen. Sorolla erhielt für diesen Auftrag die seinerzeit hohe Entlohnung von 150.000 US-Dollar. Sein Vermögen ermöglichte Sorolla, neben seinem Haus in Madrid auch ein Ferienhaus in Cercedilla in der Sierra de Guadarrama und ein Strandhaus in Valencia zu bewohnen. Beeinflusst durch die Arbeiten der französischen Impressionisten arbeitete er unter freiem Himmel und seine dunkle Palette hellte sich auf. Es entstanden Porträts, Genreszenen, Landschaftsbilder und Buchillustrationen. Zu seinen bevorzugten Themen gehörten Darstellungen spanischen Volkslebens und Strandbilder seiner Heimatstadt Valencia, beispielsweise das 1909 entstandene Gemälde Strandspaziergang. Im Jahr 1911 wurde er als auswärtiges Mitglied in die Académie des Beaux-Arts aufgenommen.
Die letzten drei Lebensjahre litt Sorolla unter einer Hemiparese, sodass er seiner Ernennung zum Professor der Real Academia de Bellas Artes de San Fernando in Madrid und der Eröffnung der Huntington-Bibliothek in New York nicht beiwohnen konnte. Nach dem Tod seiner Ehefrau ging Sorollas Haus in Madrid zusammen mit einer Vielzahl seiner Gemälde als Geschenk an den spanischen Staat. Als erster Direktor des hierin gegründeten Museo Sorolla fungierte der Sohn Joaquín Sorolla García.
Der 2010 errichtete Bahnhof Valencias für Hochgeschwindigkeitszüge trägt den Namen seines Vaters.

## Familie
Im Jahr 1888 heiratete er in Valencia Clotilde García (1865–1929), die Schwester eines ehemaligen Mitschülers an der Akademie San Carlos, Juan Antonio García, und Tochter des Fotografen Antonio García Peris (1841–1918). Das erste Ehejahr lebte Sorolla mit seiner Frau im italienischen Assisi. Aus der Ehe gingen die Kinder María Clotilde (* 1890), Joaquín (* 1892) und Elena (* 1895) hervor.

## Galerie

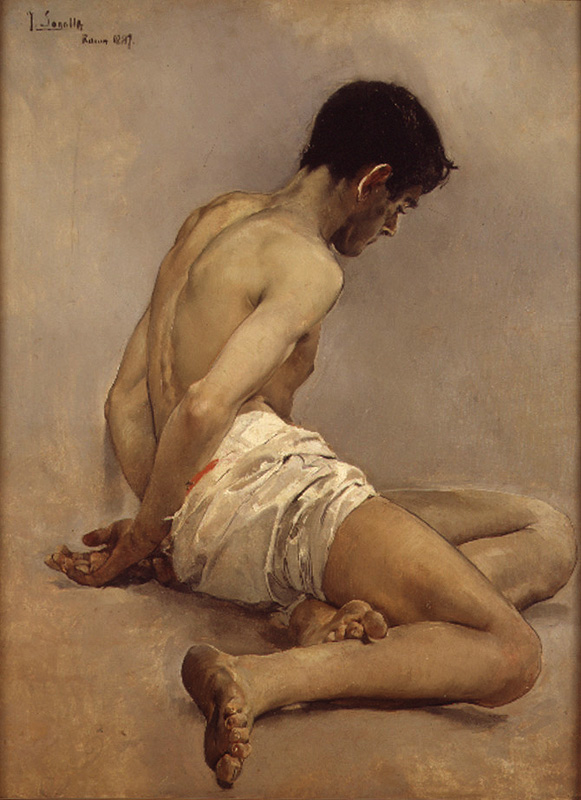
Akademische Studie
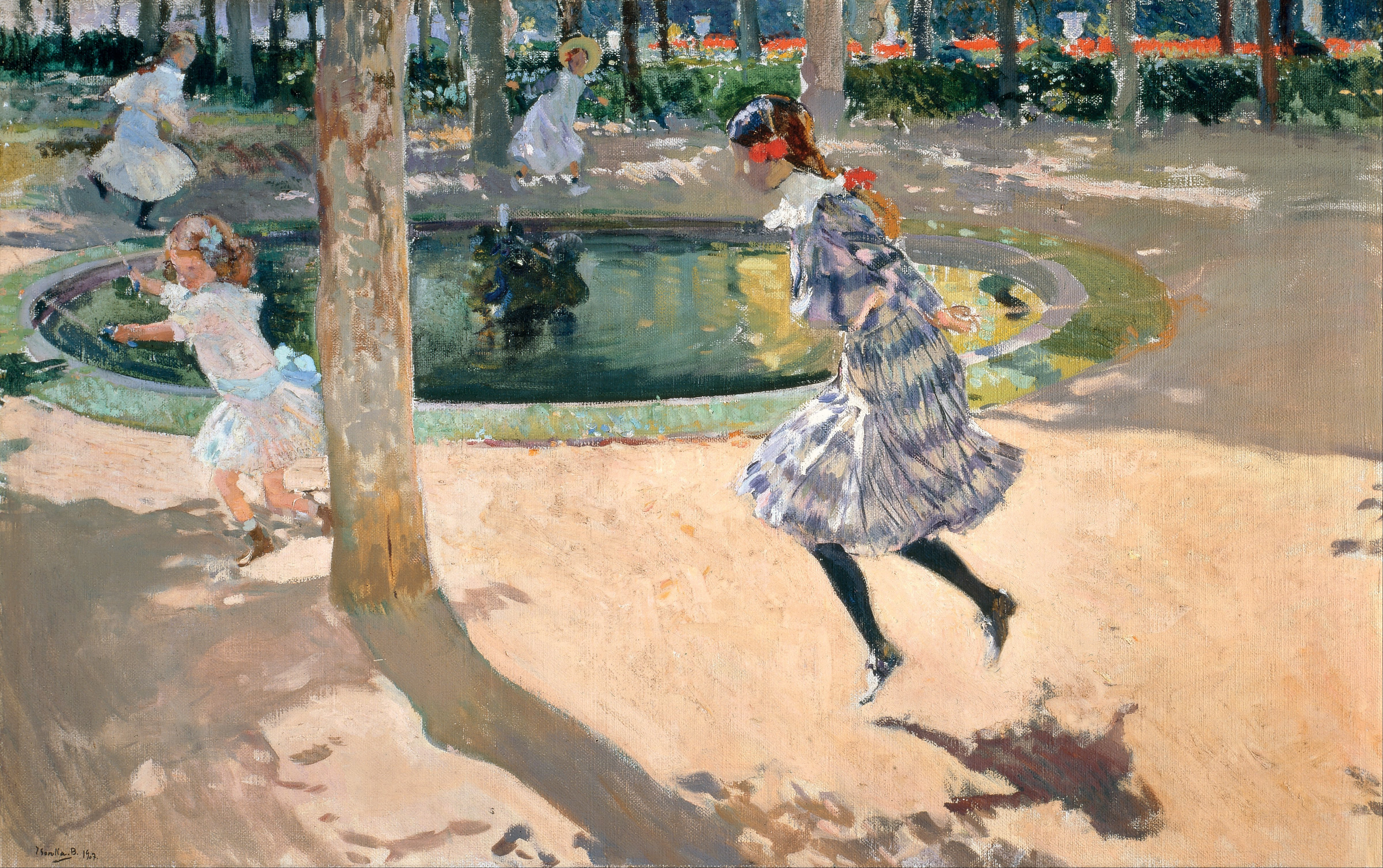
Seilspringen. La Granja
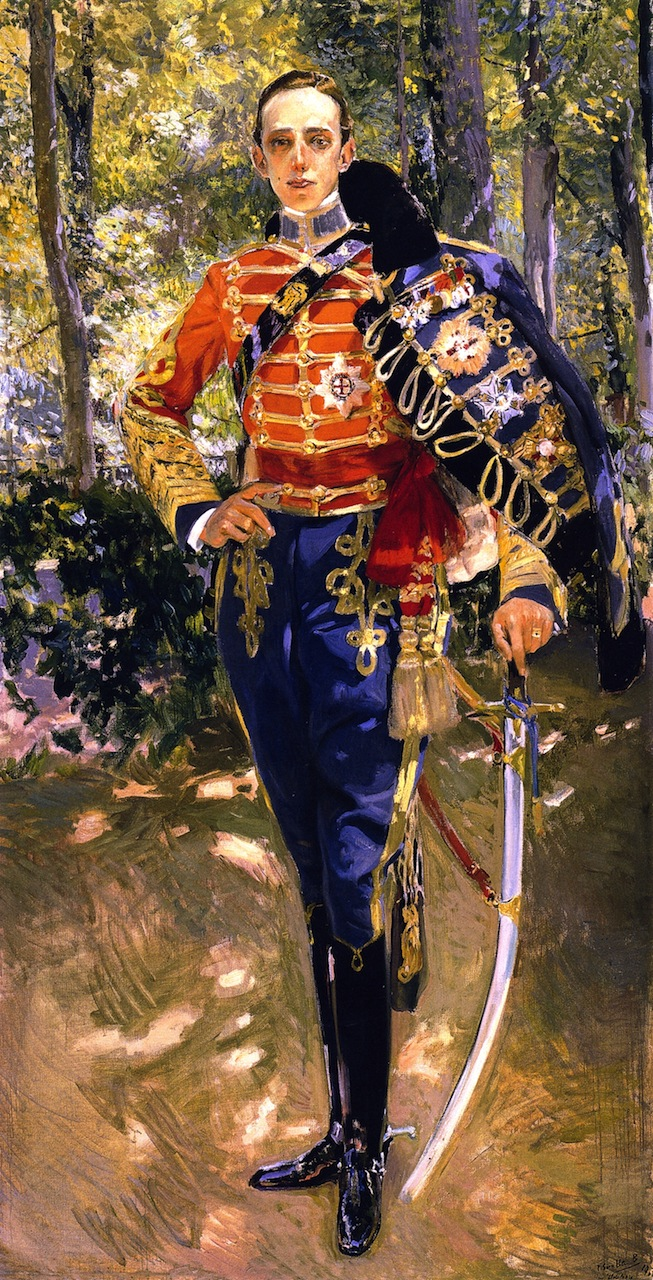
König Alfons XIII. in Husarenuniform
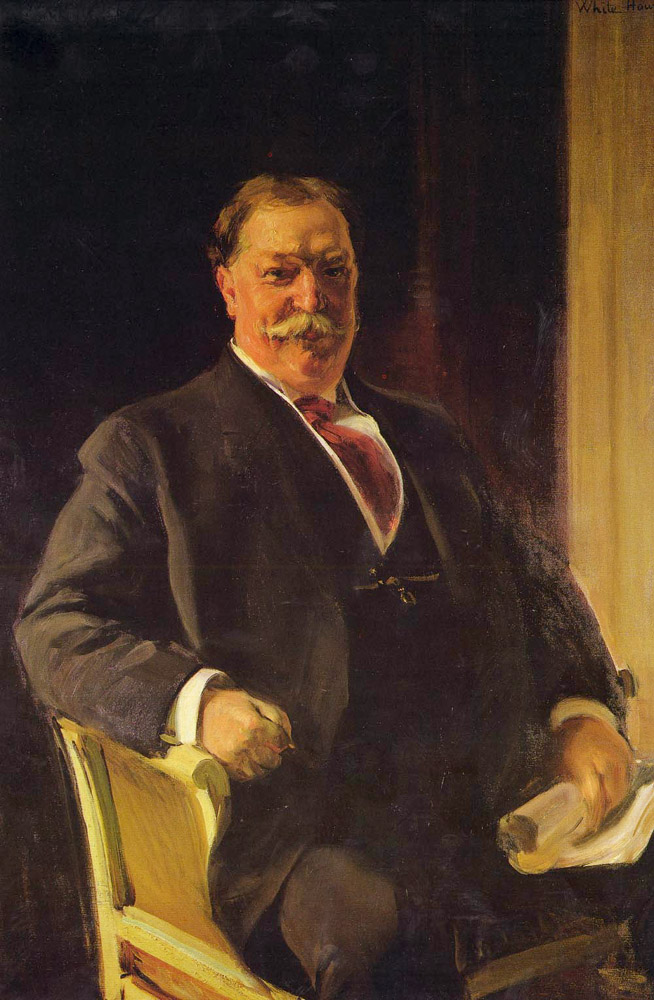
Porträt Präsident Taft
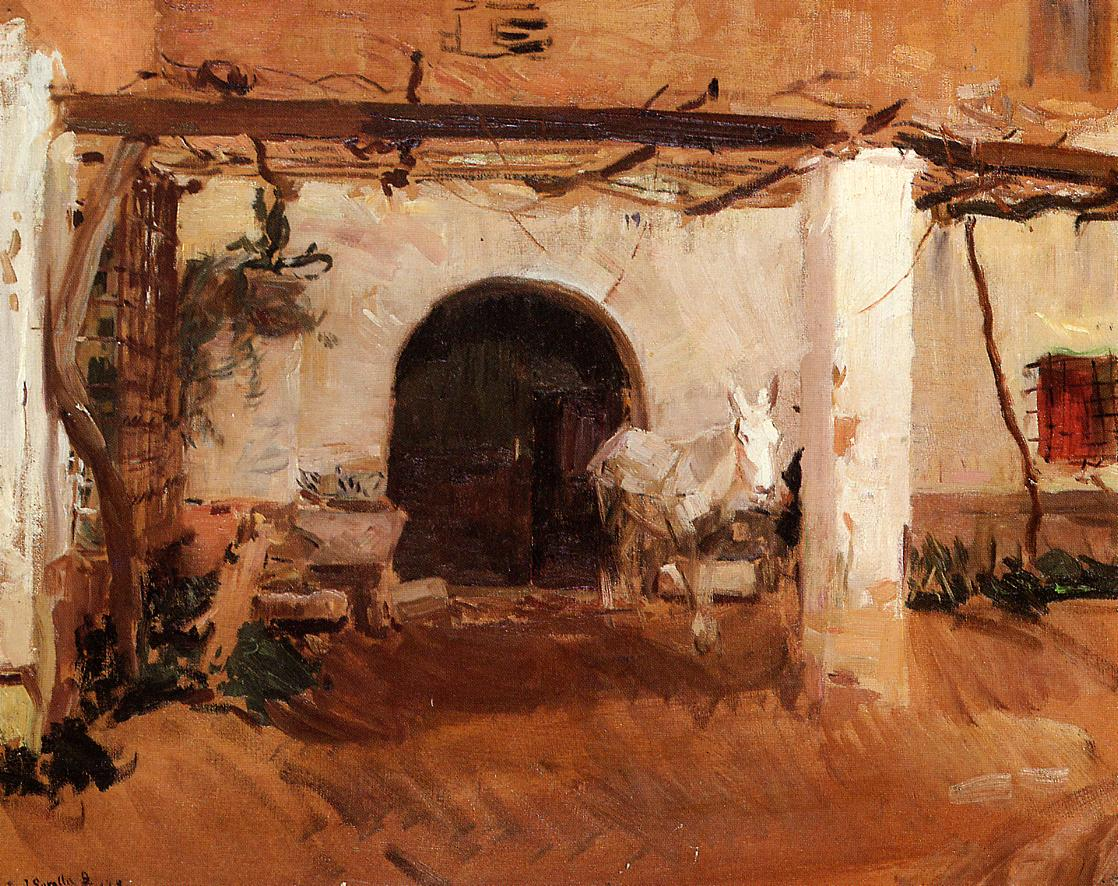
Casa de Huerta Valencia
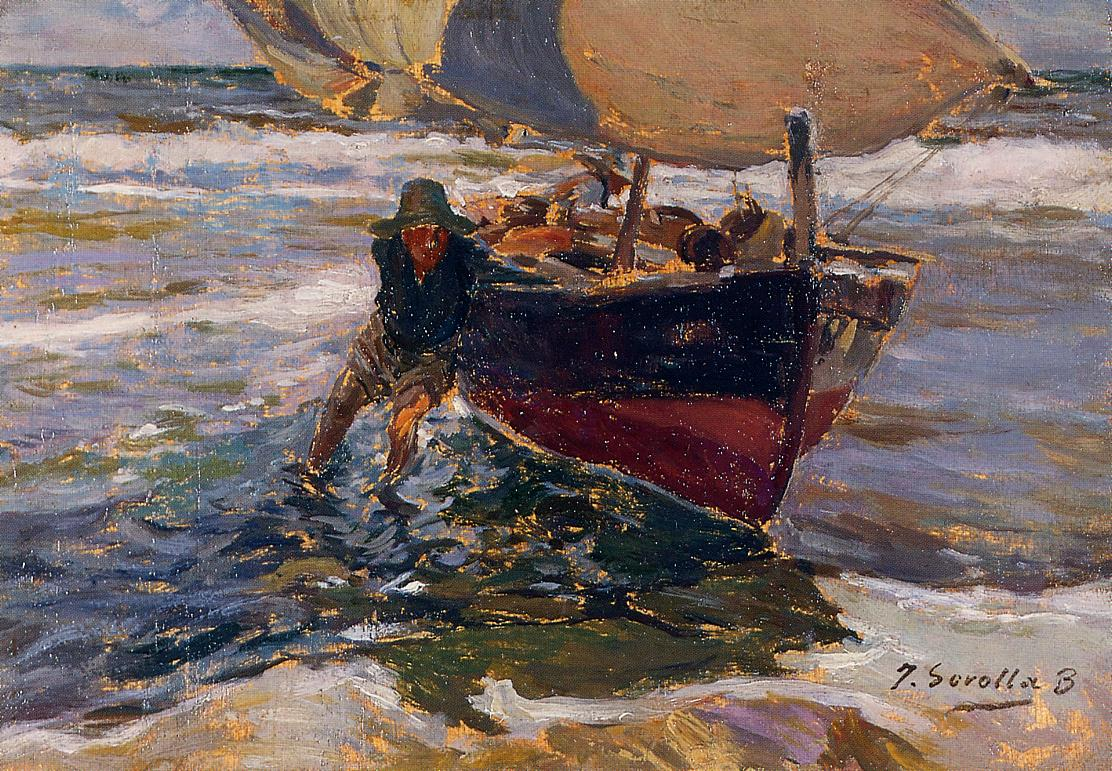
Anlandendes Fischerboot
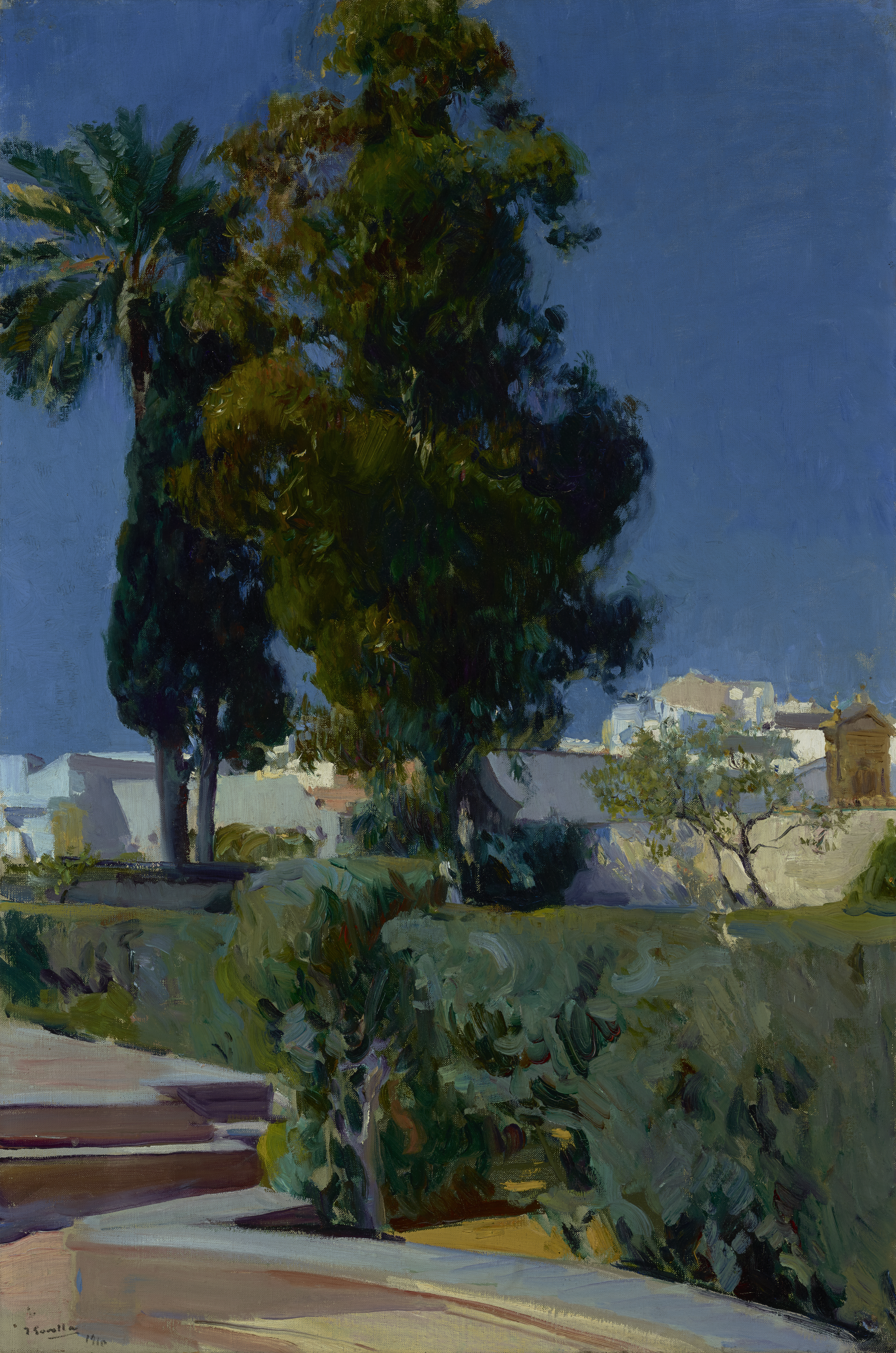
Jardines del Alcazar (Sevilla)
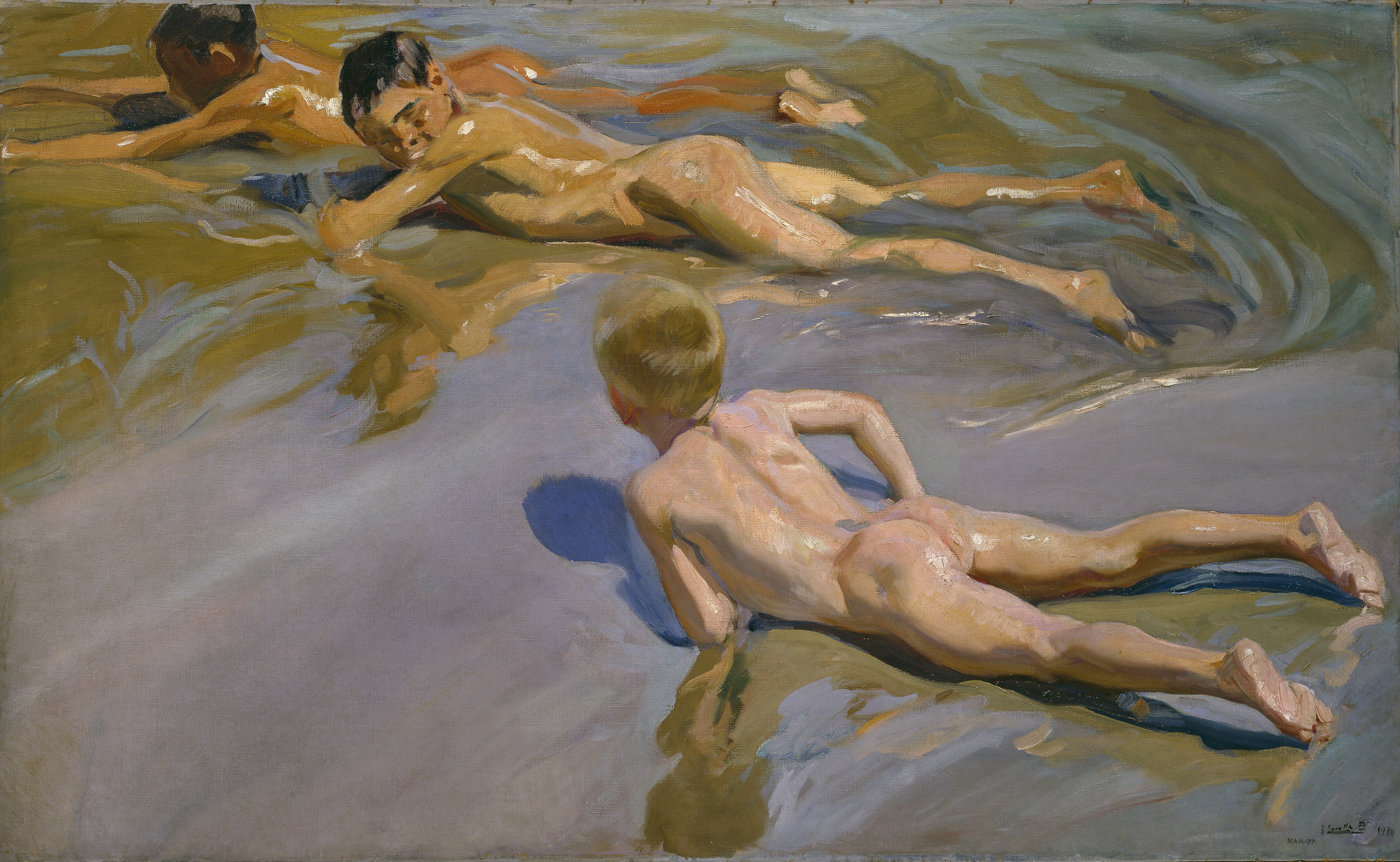
Jungen am Strand
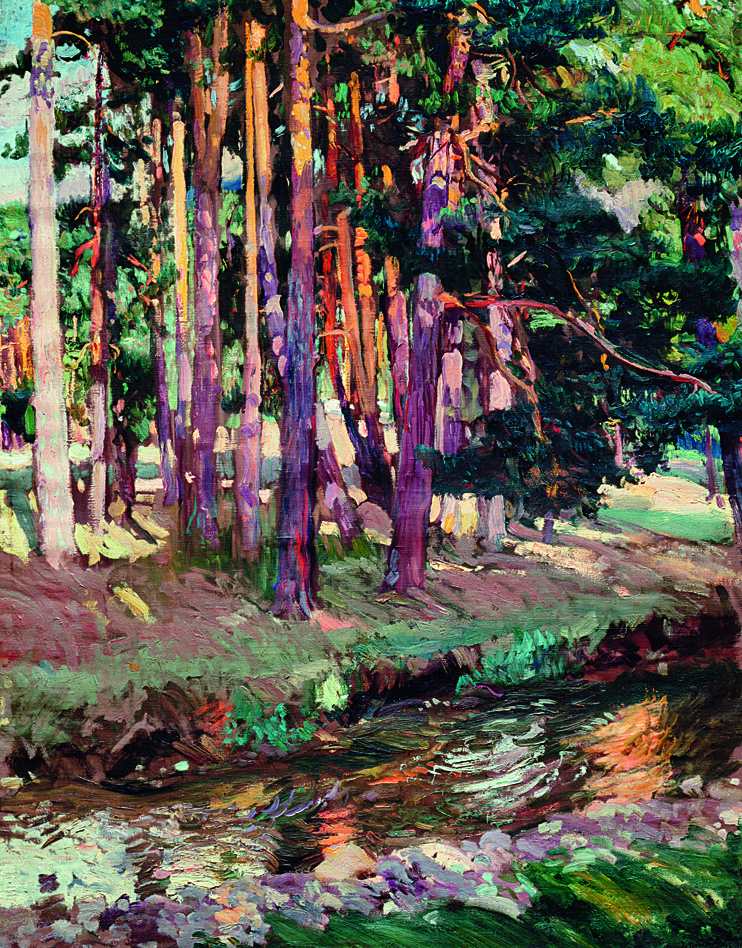
El baño de la reina, Valsaín
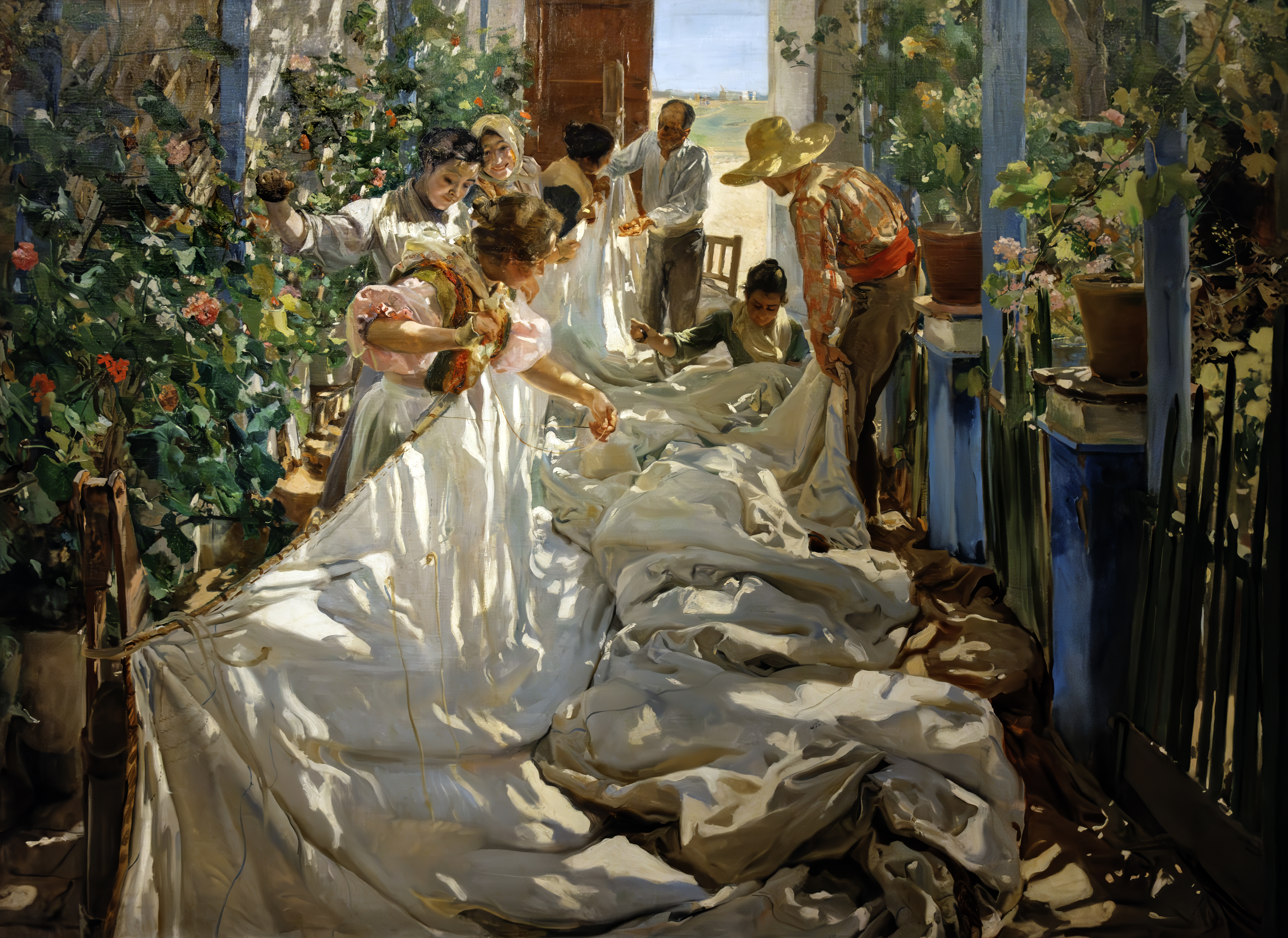
Das Nähen des Segels
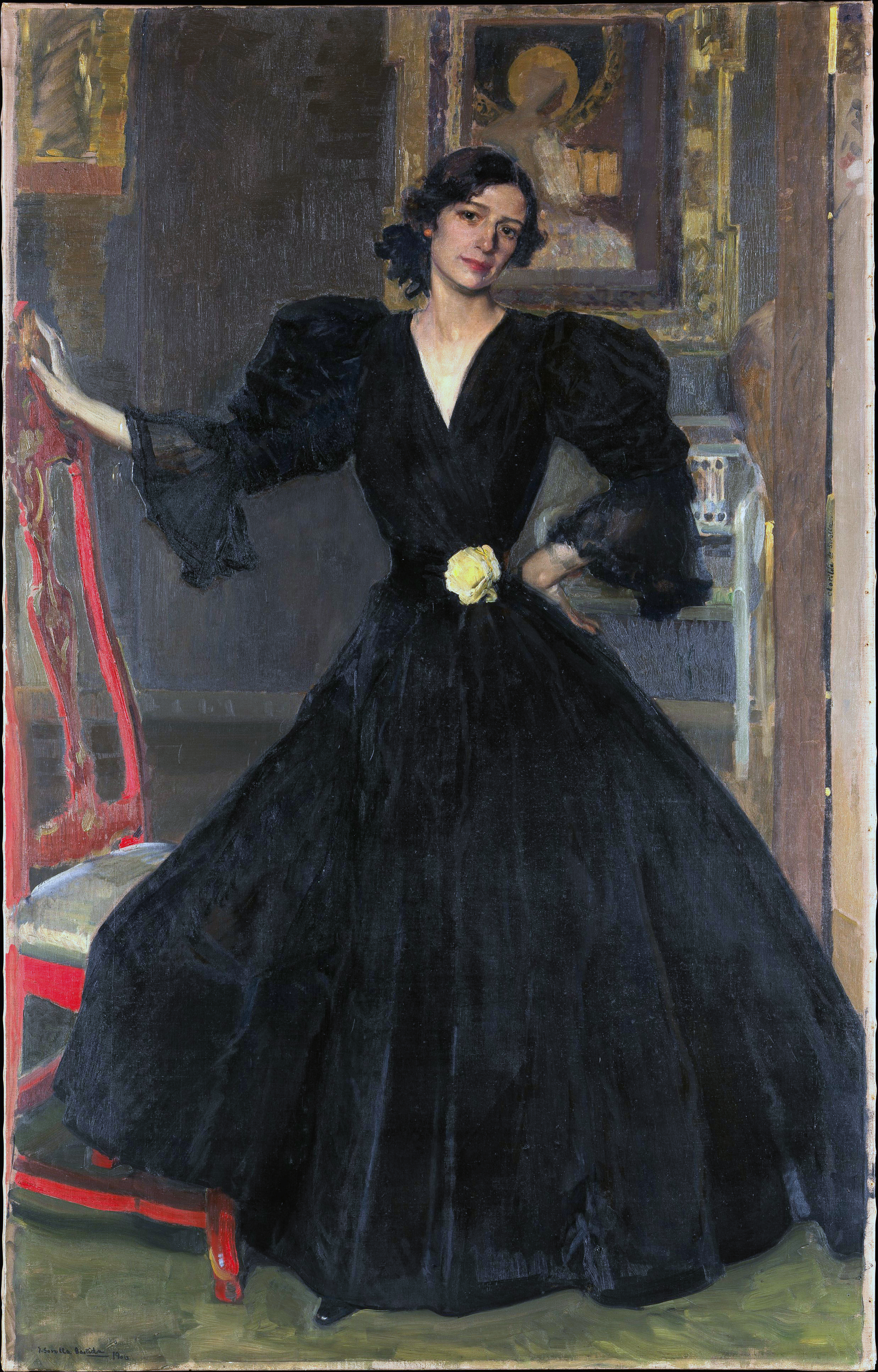
Señora de Sorolla in Black